# Аси ан Милтјен
Аси ан Милтјен (фр. Acy-en-Multien) насеље је и општина у североисточној Француској у региону Пикардија, у департману Оаза која припада префектури Санлис.
По подацима из 2011. године у општини је живело 798 становника, а густина насељености је износила 69,57 становника/km². Општина се простире на површини од 11,47 km². Налази се на средњој надморској висини од 90 метара (максималној 140 m, а минималној 77 m).

## Демографија
| 1962. | 1968. | 1975. | 1982. | 1990. | 1999. | 2011. |
| ----- | ----- | ----- | ----- | ----- | ----- | ----- |
| 444   | 473   | 503   | 734   | 766   | 752   | 798   |

График промене броја становника у току последњих година